# 恒鼎實業
恒鼎實業國際發展有限公司，(港交所：1393)，簡稱恒鼎，又稱恒鼎煤業，前稱攀枝花市三聯實業有限公司，於2000年5月8日創立，從事在中國四川省和貴州省的煤炭、焦炭、煤化學工業產品生產，是一間中國大陸綜合民營企業，註冊地址在開曼群島。創辦人兼主席為前公安鮮揚。
恒鼎實業在2007年9月21日在香港交易所上市，首日收市價12.12港元，比招股價6.83港元升77%，市盈率高達150倍。
恒鼎實業公開招股開始前，有匿名者在香港一份報章刊登廣告兜售該公司股份，引起監管機構關注。按香港法例，不得向公眾兜售招股章程未經註冊的證券。
2007年10月16日，Baring Private Equity Asia III Holding (5A) Limited 透過UBS，以每股作價13.58港元至14.32港元，全數配售持有的恆鼎實業2.2億股，套現最多31.5億港元。恆鼎上市不足一個月便遭沽售，被人擔心以往股值是否過高。
2007年10月18日，執行董事、財務總監暨合規主任涂小玉在貴州省出差遇上交通意外身亡。 
2009年9月25日，恒鼎實業宣佈聯同中信信託向深圳恒信增資。同年12月，恒鼎實業以3.5億人民幣收購雲南省煤礦。
該公司於2014年財政年度虧損超過14億元人民幣。2016年1月20日，有債權人入稟香港高等法院申請將恒鼎實業清盤。

## 外部連結
- 恒鼎實業 官方網址